# Стародавні технології
Впродовж розвитку стародавніх цивілізацій стародавні технології були результатом інженерних досягнень давніх часів . Ці досягнення в історії технологій стимулювали суспільства адаптовуватись до нових способів життя та управління.
Ця стаття містить у собі матеріал про прогрес у технології та розвиток кількох інженерних наук в історичні часи до Середньовіччя, який розпочався після падіння Західної Римської імперії в 476 році нашої ери,   смерті Юстиніана I у 6-му столітті. століття,  появи ісламу в 7 столітті  або піднесення Карла Великого у 8 столітті. 

## Стародавні цивілізації

### Африка
Технології Африки мають історію, що тягнеться від початку існування людського роду, від появи перших доказів використання інструментів предками гомінідів у регіонах Африки, де, на думку багатьох дослідників, еволюціонували люди. Саме в Африці з’явилася одна з найдавніших технологій обробки заліза в регіоні Ейрських гір, що є нинішнім Нігером, а в Єгипті, Нубії та Північній Африці були зведені одні з найдавніших у світі споруд, пам'ятників, пірамід та веж. На певних територіях східноафриканського узбережжя суахілі за допомогою високотемпературних доменних печей було створено найстаріший у світі продукт з вуглецевої сталі.

### Месопотамія
Месопотамці були одними з перших у світі хто вступив в бронзовий вік . Спершу вони використовували мідь, бронзу та золото, а пізніше — залізо . Палаци були прикрашені сотнями кілограмів цих дуже дорогих металів. Крім того, мідь, бронза та залізо використовувалися для броні, а також для різноманітної зброї, до прикладу: мечі, кинджали, списи та булави .
Можна ствердити що, найбільш важливим досягненням месопотамців було винайдення шумерами писемності. З появою писемності з'явилися перші писані закони під назвою « Кодекс Хаммурапі», а також перший великий літературний твір під назвою « Епос про Гільгамеша» .
Деякі з шести класичних простих механізмів були винайдені в Месопотамії.  Жителям Месопотамії приписують винахід колеса . Коловорот вперше з’явився разом із гончарним кругом, винайденим у Месопотамії (сучасний Ірак) у 5 тисячолітті до нашої ери.  Це призвело до винаходу колісного транспорту в Месопотамії на початку 4-го тисячоліття до нашої ери. Зображення колісних возів, знайдені на піктограмах глиняних табличок в районі Еанна в Уруку, датуються між 3700 і 3500 роками до нашої ери.  Важіль використовувався в водопідйомному пристрої криничному журавлі, першій крановій машині, яка з'явилася в Месопотамії приблизно за 3000 років до нашої ери. 
Гвинт, останній з простих механізмів, який був винайдений,  в Месопотамії під час неоассирійського періоду (911-609) до н.  За словами ассиріолога Стефані Даллі, найдавнішим насосом був гвинтовий насос, який вперше використав Сеннахеріб, цар Ассирії, для систем водопостачання у Висячих садах Вавилона та Ніневії в 7 столітті до нашої ери.
Жителі Месопотамії використовували шістдесяткову систему числення з основою 60 (як ми використовуємо основу 10). Вони поділили час на 60 секунд, включаючи 60-секундну хвилину та 60-хвилинну годину, цей принцип ми використовуємо й сьогодні. Також вони розділили коло на 360 градусів. Були широко обізнані у математиці, враховуючи додавання, віднімання, множення, ділення, квадратні та кубічні рівняння, а також дроби. Месопотамці використовували ці знання для відстеження записів, а також для певних великих будівельних проектів. Вони мали формули для визначення довжини кола та площі для різних геометричних фігур, таких як прямокутники, кола та трикутники. З деяких джерел можна навіть зробити висновки про те, що вони навіть знали теорему Піфагора задовго до того, як Піфагор її записав. Можливо, вони навіть знайшли число пі для визначення окружності кола.
Вавилонська астрономія могла відстежувати рух зірок, планет, а також Місяця. Застосування математики передбачило рух декількох планет. Вивчаючи фази Місяця, месопотамці створили перший календар . Він мав 12 місяців і був попередником як єврейського, так і грецького календарів .
Щоб мати можливість діагностувати та лікувати хвороби різноманітними кремами та таблетками  Вавилонська медицина використовувала логіку, а також велась історія хвороби. Жителі Месопотамії мали два види медичної практики, магічну та фізичну, і часто використовували обидві практики для одного пацієнта. 
Жителі Месопотамії зробили багато технічних відкриттів. Вони були першими, хто використовував гончарний круг для виготовлення кращого посуду, для забезпечення посівів водою, вони використовували зрошення, для виготовлення міцних знарядь праці та зброї месопотамці використовували бронзу (а пізніше залізо), а також використовували ткацькі верстати для ткацтва тканини з вовни.

### Єгипет

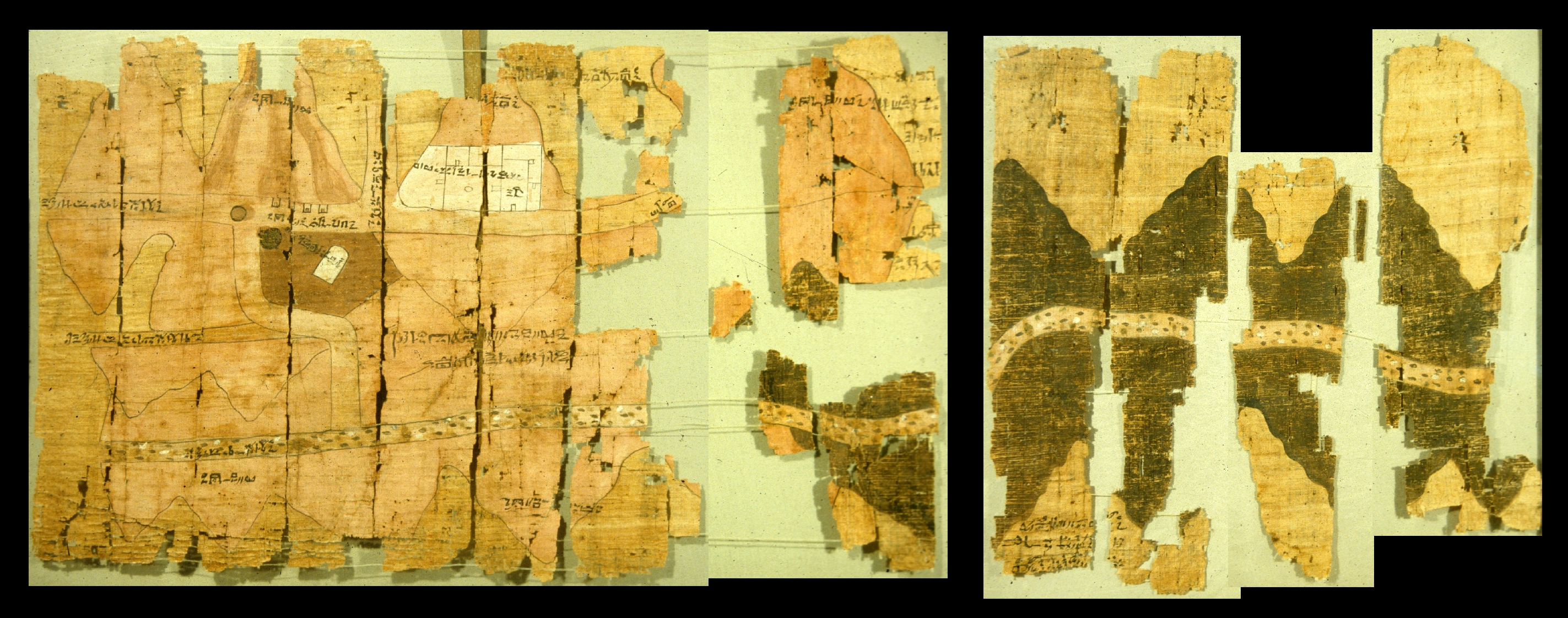
Залишки Туринської папірусної карти, надано Дж. Харреллом

Єгиптяни винайшли та використовували багато простих механізмів, наприклад такі як пандус, аби допомогти та полегшити будівельні процеси. Вони були одними з перших, хто добував золото шляхом великомасштабного видобутку за допомогою розпалювання, і Туринська папірусна карта показує план однієї з таких шахт у Нубії .
Єгиптяни відомі тим, що будували піраміди за століття до створення сучасних інструментів. Історики та археологи знайшли докази того, що єгипетські піраміди були побудовані за допомогою трьох із так званих шести простих механізмів, на яких базуються всі інші. Це — похила площина, клин і важіль, які дозволяли стародавнім єгиптянам переміщати мільйони вапнякових блоків, вагою приблизно 3,5 тонни (7000 фунтів) кожен, на відповідне місце для створення таких споруд, як Піраміда Хеопса, висота якої становить 146,6 м.
Єгипетський папір, який виготовляли з папірусу, а також  кераміка масово вироблялися та експортувалися по всьому Середземноморському басейну. Також єгиптяни використовували цеглу, що складалась переважно з глини, піску, мулу та інших мінералів у своєму будівництві. Ці споруди мали життєво важливе значення для боротьби з повенями та зрошенням, особливо вздовж дельти Нілу. 
Гвинтовий насос є найстарішим об'ємним насосом.  Перші відомості про гвинтовий насос, також відомий як водяний гвинт або гвинт Архімеда, відносять до Стародавнього Єгипту до 3 століття до нашої ери.   Єгипетський насос використовували для підйому води з будь-яких водойм, зокрема з Нілу. Він складався з трубок, що були намотані навколо циліндра; коли весь пристрій обертався, вода автоматично піднімалась всередині спіральної труби на певну висоту. Подальший дизайн єгипетського гвинта мав спіральну канавку, вирізану на зовнішній стороні суцільного дерев’яного циліндра, а потім циліндр був покритий дошками або листами металу, що щільно закривали поверхні між канавками.  Пізніше гвинтовий насос був завезений з Єгипту до Греції. 

### Індійський субконтинент
Історія науки і техніки на Індостанському субконтиненті бере свій початок від найдавніших цивілізацій світу. Цивілізація долини Інду містить відомості того, що її жителі вивчали та практикували такі науки як математика, гідрографія, метрологія, металургіюя, астрономія, медицина, хірургія, цивільне будівництво та збір і утилізація стічних вод.
Цивілізація долини Інду, яка розташована в багатій на природні ресурси території (на території сучасного Пакистану та північно-західної Індії ), відома своїм доволі раннім застосуванням міського планування, технологій санітарії, а також водопостачання .  Міста в долині Інду є прикладами міст, які одні з перших використовували закриті водостоки, громадські лазні і комунальні зерносховища.
Важливим центром освіти та навчання в стародавньому світі був університет Такшашіла. Це був центр освіти для вчених зі всієї Азії. Багато грецьких, перських і китайських студентів навчалися тут під керівництвом видатних вчених, зокрема Каутілья, Паніні, Дживака та Вішну Шарма.

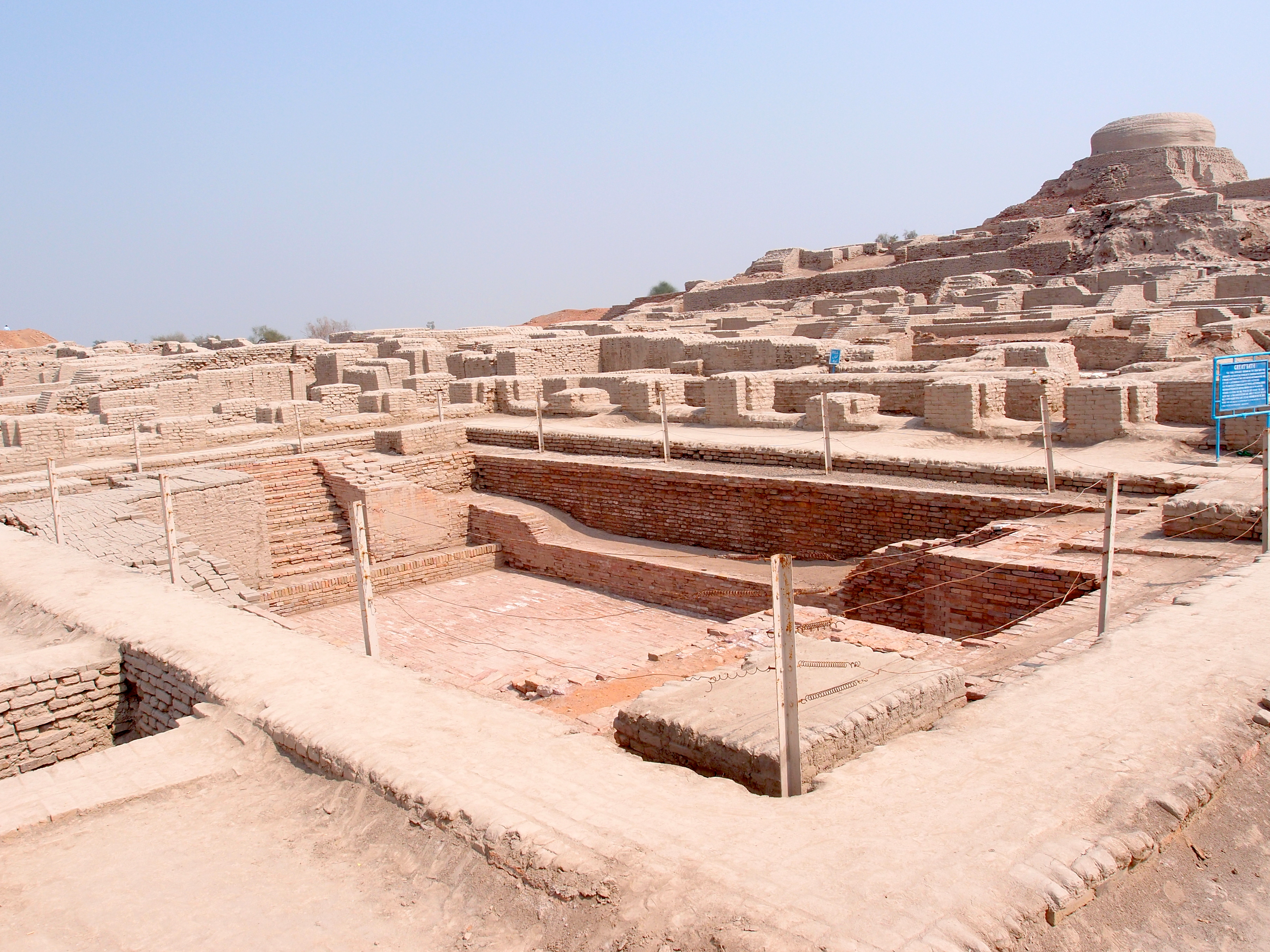
Розкопані руїни Мохенджо-Даро, Пакистан.

Система стародавньої медицини в індії біла важливою сходинкою в історії Індії та мала назву Аюрведа. Як ліки в основному використовувались трави. Сушрута-Самхіта (400 р. до н. е.) містить детальну інформацію про виконання операцій з видалення катаракти, пластичних операцій тощо.
Стародавня Індія впевнено розвивалась у напрямку морських технологій. Підтвердженням цього стала  панель, знайдена в Мохенджо-Даро, що зображувала вітрильне судно. Будівництво кораблів яскраво описано в Юкті Калпа Тару, стародавньому індійському тексті про суднобудуванню. (Юкті Калпа Тару переклав і опублікував проф. Ауфрехт у своєму «Каталозі санскритських рукописів »).
Індійське будівництво та архітектура передбачали глибоке розуміння матеріалознавства, гідрології, санітарії та має назву « Ваасту Шастра ». У стародавній індійській культурі використовували рослинні барвники, вирощуючи такі рослини, як індиго та кіновар . Багато з барвників використовувалися в мистецтві та скульптурі. Використання парфумів демонструє певні знання хімії, зокрема процесів дистиляції та очищення.

### Китай

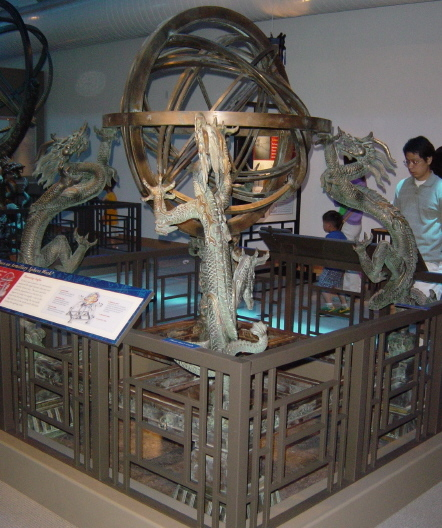
Китайська армілярна сфера

Історія науки і техніки в Китаї свідчить про значний прогрес у загальній світовій науці, техніці, математиці та астрономії. У Китаї вперше були зареєстровані спостереження комет, сонячних затемнень і наднових зірок. Практикувалась та розвивалась традиційна китайська медицина, акупунктура та лікування травами. Основними та одними з найважливіших технологічних досягнень, які стали відомими у Європі лише наприкінці Середньовіччя були чотири великі винаходи Китаю: компас, порох, виготовлення паперу та друк.
Опираючись на слова відомого шотландського дослідника Джозефа Нідхема, можна ствердити, що китайці зробили багато перших відомих відкриттів і розробок. Основними технологічними внесками Китаю можна назвати ранні сейсмологічні детектори, сірники, папір, поршневий насос подвійної дії, чавун, залізний плуг, багатотрубну сівалку, підвісний міст, природний газ як паливо, магнітний компас,  пропелер, арбалет, колісниця, спрямована на південь, і порох . Також до інших китайських відкриттів та винаходів середньовіччя, згідно з дослідженнями Джозефа Нідхема, включають:  друк на ксилографії і рухомий шрифт, фосфоресцентну фарбу та прядку .
Майже через 200 років після винайдення чорного пороху, приблизно в 1150 р. Китаєм було винайдено твердопаливну ракету. В час доби великих географічних відкриттів, китайські імператори династії Мін також відправляли кораблі у експедиції, деякі з них дісталися Африки . Але підприємства більше не фінансувалися, що призупинило подальшу розвідку та розробку. Коли кораблі Фердинанда Магеллана досягли Брунею в 1521 році, вони знайшли багате місто, яке було укріплено китайськими інженерами та захищене хвилерізом . Антоніо Пігафетта зазначив, що багато технологій Брунею були такими ж, як західні технології того часу. Крім того, у Брунеї було більше гармат, ніж на кораблях Магеллана, і китайські купці продавали їм окуляри та порцеляну, які були рідкістю в Європі.

### Перська імперія
Ще до етапу імперії Ахеменідів у Персії в Ірані було винайдено систему управління водними ресурсами, яка використовувалась для зрошення та мала назву канат. Найстаріший і найбільший відомий канат знаходиться в іранському місті Гонабад, яке після 2700 років все ще забезпечує питною та сільськогосподарською водою майже 40 000 людей. 
Найбільш давні свідчення водяних коліс і водяних млинів відносяться до стародавнього Близького Сходу в 4 столітті до нашої ери,  зокрема в Перській імперії до 350 року до н.е., а саме в регіонах Месопотамії (Ірак) та Персії (Іран).  Ці спорудження стали першим етапом в освоєнні сили води, першою рушійною силою, що була створена людиною та не покладалася на м’язову силу (крім вітрила ).
Також перші практичні  вітряні млини були створені у 7-му столітті н. е. персами в Афганістані. 

### Мезоамерика та Андський регіон
Стародавні цивілізації Америки через відсутність необхідних в’ючних тварин та через те, що території, які вони населяли часто були занадто гористими або болотистими для колісного транспорту,не розробили колісний транспорт чи механізми, пов’язані з використанням сили тварин. Тим не менш, вони створили таку прогресивну на той час техніку як надземні та підземні акведуки, сейсмонепроникну кладку, штучні озера, дамби, «фонтани», дороги та складні тераси. Також в Перу досить рано розпочалась самообробка золота (2000 р. до н. е.),  і згодом почали використовувати мідь, олово, свинець і бронзу.  Хоча металургія не поширювалася в Мезоамерику до Середньовіччя, її використовували тут і в Андах для виготовлення складних сплавів і позолоти. Корінні американці розвинули комплексне розуміння хімічних властивостей та корисності природних речовин, у результаті чого більшість перших у світі лікарських препаратів, їстівних культур, багато важливих клеїв, фарб, волокон, штукатурки та інших корисних предметів були продуктами цих цивілізацій. Також найбільш відомим мезоамериканським винаходом був каучук, який використовувався для створення гумових стрічок, гумових кріплень, м’ячів, шприців, «дощовиків», чобіт і водонепроникної ізоляції на контейнерах і колбах.

### Елліністичне Середземномор'я
Елліністичний період історії Середземномор'я бере свій початок у 4 столітті до н. е. із завоюваннями Олександра, які призвели до появи елліністичної цивілізації, яка була поєднанням грецької та близькосхідної культур у регіоні Східного Середземномор'я, включаючи Балкани, Левант і Єгипет .  Елліністична цивілізація містила в собі грецьких, єгипетських, єврейських, перських і фінікійських вчених та інженерів, які писали грецькою мовою. 
Елліністичні технології досягли значного прогресу у період з 4 століття до н. е. й аж до римського періоду включно. Деякими винаходами, які приписують стародавнім грекам, є: техніка бронзового лиття, водяний орган (гідравліс) і торсіонна облогова машина . Багато з цих винаходів були зроблені наприкінці елліністичного періоду, та були викликані необхідністю вдосконалення зброї та тактики війни.
Елліністичні інженери Східного Середземномор'я були відповідальними за ряд винаходів, а також за вдосконалення існуючих технологій. Архімед винайшов декілька машин. Елліністичні інженери часто поєднували наукові дослідження з розробкою нових технологій. До технологій, винайдених елліністичними інженерами, відносяться балісти, поршневий насос і примітивні аналогові комп'ютери, такі як антикітерський механізм . Також елліністичні архітектори будували куполи і були першими, хто досліджував золотий перетин і його зв’язок з геометрією та архітектурою.
До інших елліністичні нововведень можна віднести торсійні катапульти, пневматичні катапульти, арбалети, траси, органи, механізм клавіатури, диференціальні механізми, душові кабіни, водолазні дзвони, одометр і астролябії. В сфері архітектури елліністичні інженери створили монументальні маяки, наприклад Фарос, і розробили системи центрального опалення. Тунель Евпаліноса є найдавнішим тунелем, який був розкопаний з науковим підходом з обох кінців.
Автомати, такі як автоматичні двері та інші напрочуд прогресивні та дійсно геніальні пристрої, були створені такими елліністичними інженерами як Ктесібій і Філон з Візантії . Грецькі технологічні трактати з часом були ретельно вивчені та вдосконалені візантійськими, арабськими, а також й латинськими вченими, і вони забезпечили деякі основи для подальшого технологічного прогресу в цих цивілізаціях.

### Римська імперія

Пон-дю-Гар у Франції, римський акведук

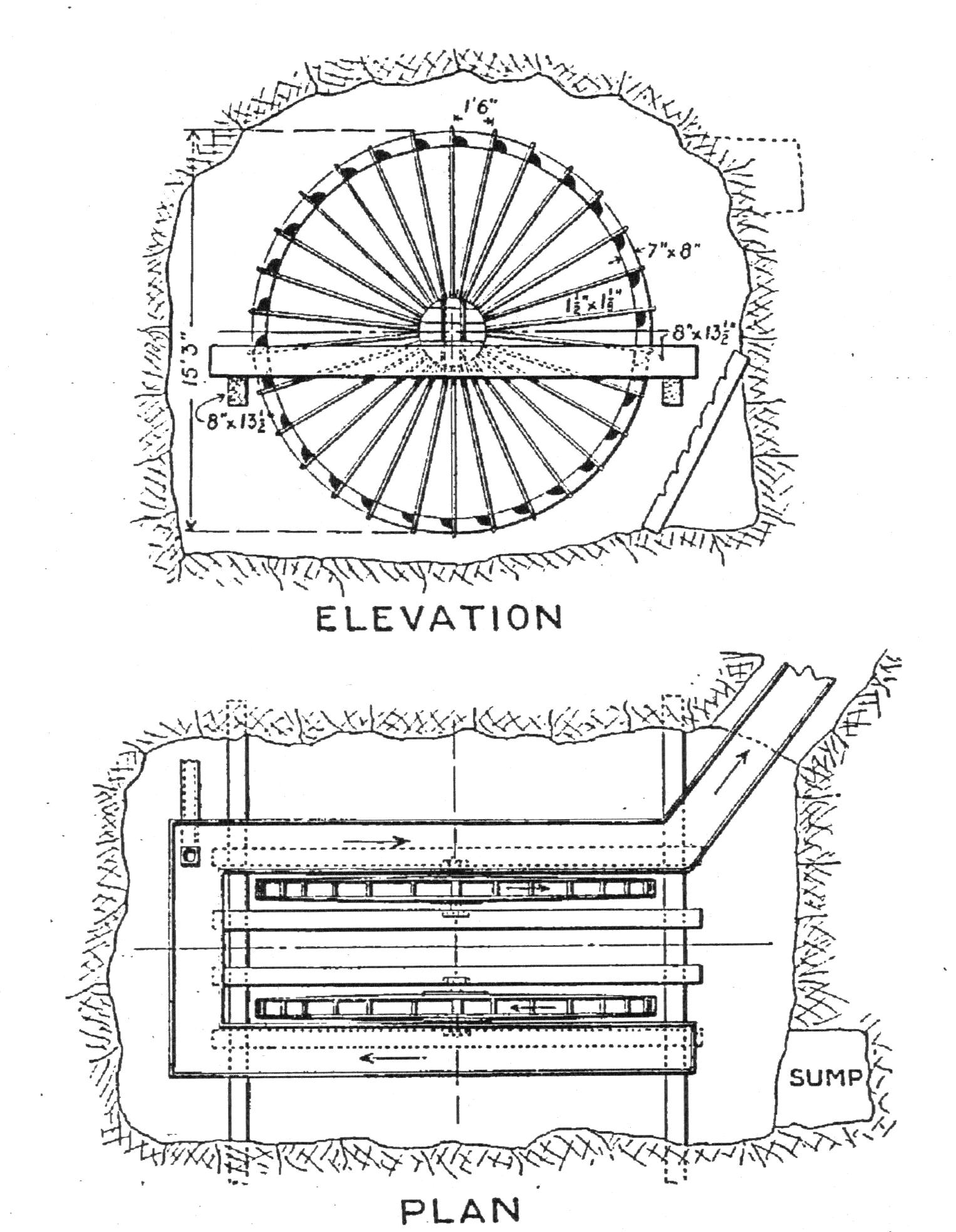
Дренажне колесо з шахт Rio Tinto

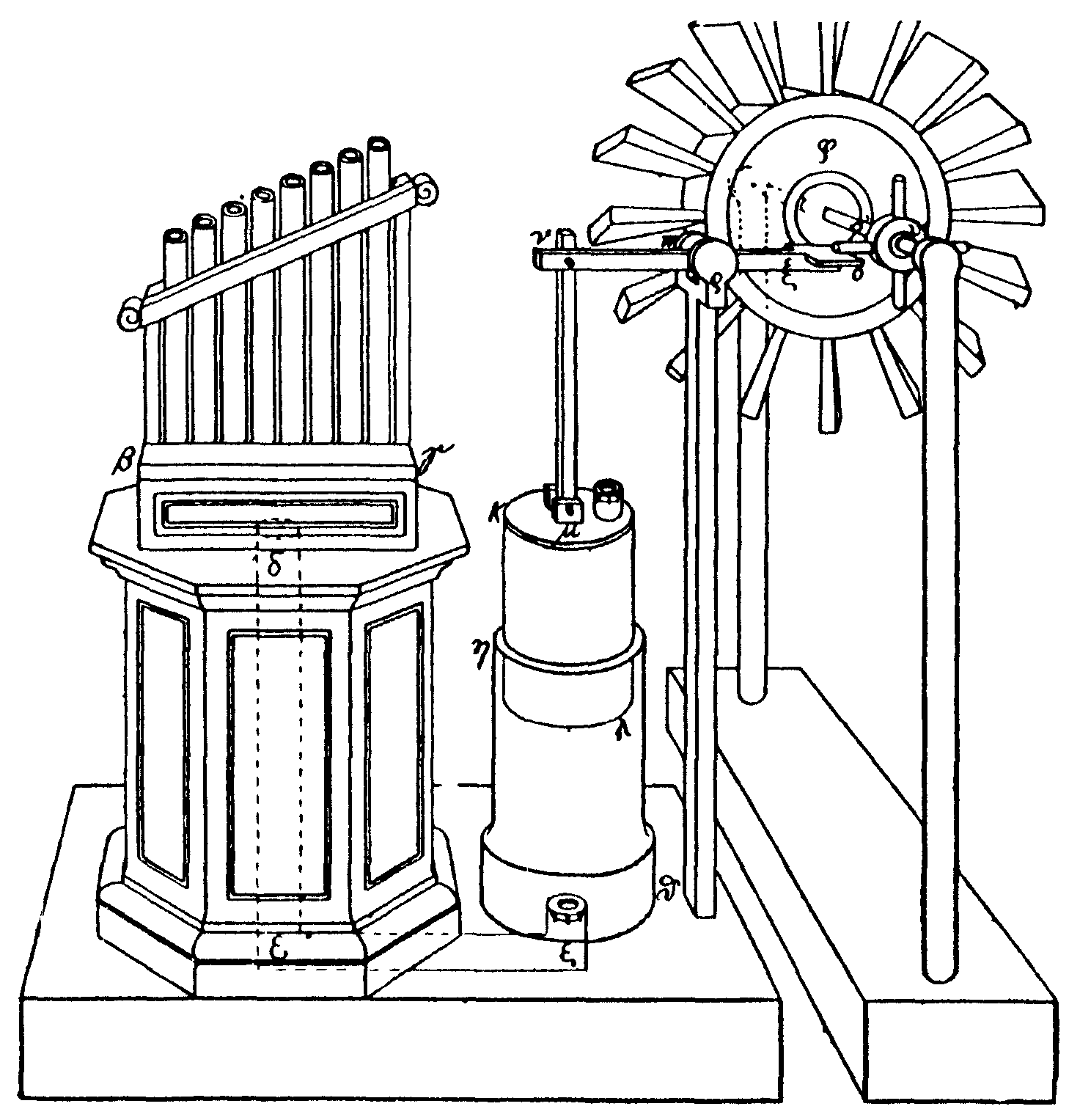
Вітряк Героя (реконструкція)

Римська імперія поширилась з Італії та зайняла всб територію Середземноморського регіону між 1 століттям до н. е. та 1 століттям н. е.. Її найрозвиненішими та економічно продуктивними провінціями за межами Італії були східні римські провінції на Балканах, у Малій Азії, Єгипті та Леванті, причому Римський Єгипет, зокрема, був найбагатшою римською провінцією за межами Італії.
Техніка Стародавнього Риму  підтримувала римську цивілізацію та давала змогу розширюватись римській торгівлі та римській армії протягом майже тисячі років. Римська імперія мала передовий набір технологій для свого часу. Деякі римські технології в Європі могли бути втрачені в часи бурхливих епох пізньої античності та раннього середньовіччя. Римські технологічні досягнення в багатьох різних галузях, таких як цивільне будівництво, будівельні матеріали, транспортні технології та деякі винаходи, такі як жниварка, не мали собі рівних аж до 19 століття. Римляни покращили інтенсивне та складне сільське господарство, розвинули існуючу технологію обробки заліза, створили закони, які визначають індивідуальну власність, розвинули технологію кам’яної кладки, розвинули будівництво доріг, військову інженерію, цивільну інженерію, прядіння та ткацтво та багато іншого, до прикладу різноманітні машини, такі як галльська жниця, що в свою чергу допомогли підвищити продуктивність у багатьох секторах римської економіки. Вони також розвинули водну енергію, будуючи акведуки у великих масштабах, використовуючи воду не лише для пиття, але й для зрошення, живлення водяних млинів, а також в гірничій справі. Поширеним було застосування дренажних коліс в глибоких підземних шахтах, одним із пристроїв було реверсивне водяне колесо . Римляни були одними з перших, хто застосував гідравлічні методи видобутку для пошуку металевих руд, а для вилучення цих знайдених руд із землі, вони використовували метод, відомий під назвою шумування .
Римські інженери звели тріумфальні арки, амфітеатри, акведуки, громадські лазні, справжні арочні мости, гавані, дамби, склепіння та куполи у дуже великих масштабах по всій території своєї імперії. Відомі римські винаходи включають книгу (Кодекс), видування скла та бетон . Через те, що Рим був розташований на вулканічному півострові з піском, який містив відповідні кристалічні зерна, бетон, виготовлений римлянами, був особливо міцним. Деякі з їхніх споруд проіснували 2000 років, аж до наших днів. Римське суспільство також перенесло дизайн дверного замка з тумблерами та пружинами з Греції. Подібно до багатьох інших аспектів інновацій і культури, які були передані з Греції до Риму, кордони між тим, звідки походить кожен, з часом були розмиті. Створені римлянами механізми були дуже складними для тієї епохи та стали надважливим етапом у світовій науці. 
Римська цивілізація була високоурбанізованою відповідно до тодішніх стандартів. У багатьох містах Римської імперії проживало понад 100 000 жителів, а столиця Рим була найбільшою метрополією античності. Особливостями римського міського життя були багатоповерхові житлові будинки, які мали назву інсулами, вуличне мощення, громадські туалети зі змивом, скляні вікна та опалення підлоги та стін . Римляни розумілись в  гідравліці та будували фонтани й водопровідні споруди, зокрема акведуки, які були візитною карткою їхньої цивілізації. Вони зуміли приборкати силу води, будуючи водяні млини, іноді серійно, як, наприклад, послідовність, знайдена в Барбегалі на півдні Франції та на Янікулі в Римі. Деякі римські лазні збереглися до наших днів. Римляни винайшли надзвичайно  багато технологій, очевидно, більшість з них було  втрачено в період середніх віків, вони були повністю відновлені лише в 19 і 20 століттях. Також вони залишили тексти, що описують їхні досягнення, особливо діяльність Плінія Старшого, Фронтина і Вітрувія .
Іншими менш відомими, проте не менш цікавими є римські інновації, що включають цемент, човнові млини, арочні греблі та, можливо, навіть млини для припливів .
У римському Єгипті Герон Александрійський винайшов еоліпіл, основоположний паровий пристрій, і продемонстрував знання механічних і пневматичних систем. А також Герон був першим, хто досліджував та експериментував з вітряними механічними пристроями, вітряним колесом. Він також описав торговельний автомат . Однак його винаходи були насамперед іграшками, а не практичними механізмами.

## Дивитися також
- Історія техніки
- мусульманський світ
  - Арабська аграрна революція
  - Ісламський золотий вік

## Подальше читання
- Хамфрі, JW (2006). Стародавні технології. Грінвуд путівник по історичним подіям стародавнього світу. Westport, Conn: Greenwood Press.
- Ройцевич, Р. (2006). Боги і техніка: прочитання Хайдеггера. Серія SUNY з теології та континентальної думки. Олбані: Державний університет Нью-Йорка.
- Кребс, Р.Е. та Кребс, Каліфорнія (2004). Новаторські наукові експерименти, винаходи та відкриття стародавнього світу. Новаторські наукові експерименти, винаходи та відкриття протягом століть. Westport, Conn: Greenwood Press.
- Чайлдресс, Д. Х. (2000). Технологія богів: неймовірні науки стародавніх. Кемптон, Іллінойс: Adventures Unlimited Press.
- Ландельс, Дж. Г. (2000). Техніка в стародавньому світі. Berkeley: University of California Press.
- Джеймс П. і Торп Н. (1995). Стародавні винаходи. Нью-Йорк: Ballantine Books.
- Ходжес, Х. (1992). Техніка в стародавньому світі. Нью-Йорк: Barnes & Noble.
- Національне географічне товариство (США). (1986). Будівельники стародавнього світу: чудеса техніки. Вашингтон, округ Колумбія: The Society.
- Американське керамічне товариство, Kingery, WD, & Lense, E. (1985). Від стародавніх технологій до сучасної науки. Кераміка і цивілізація, т.1. Колумбус, Огайо: Американське керамічне товариство.
- Браун, М. (1966). Про теорію та вимірювання технологічних змін. Кембридж: Cambridge UP
- Forbes, RJ (1964). Дослідження стародавньої техніки. Лейден: EJ Brill.